# Atropos

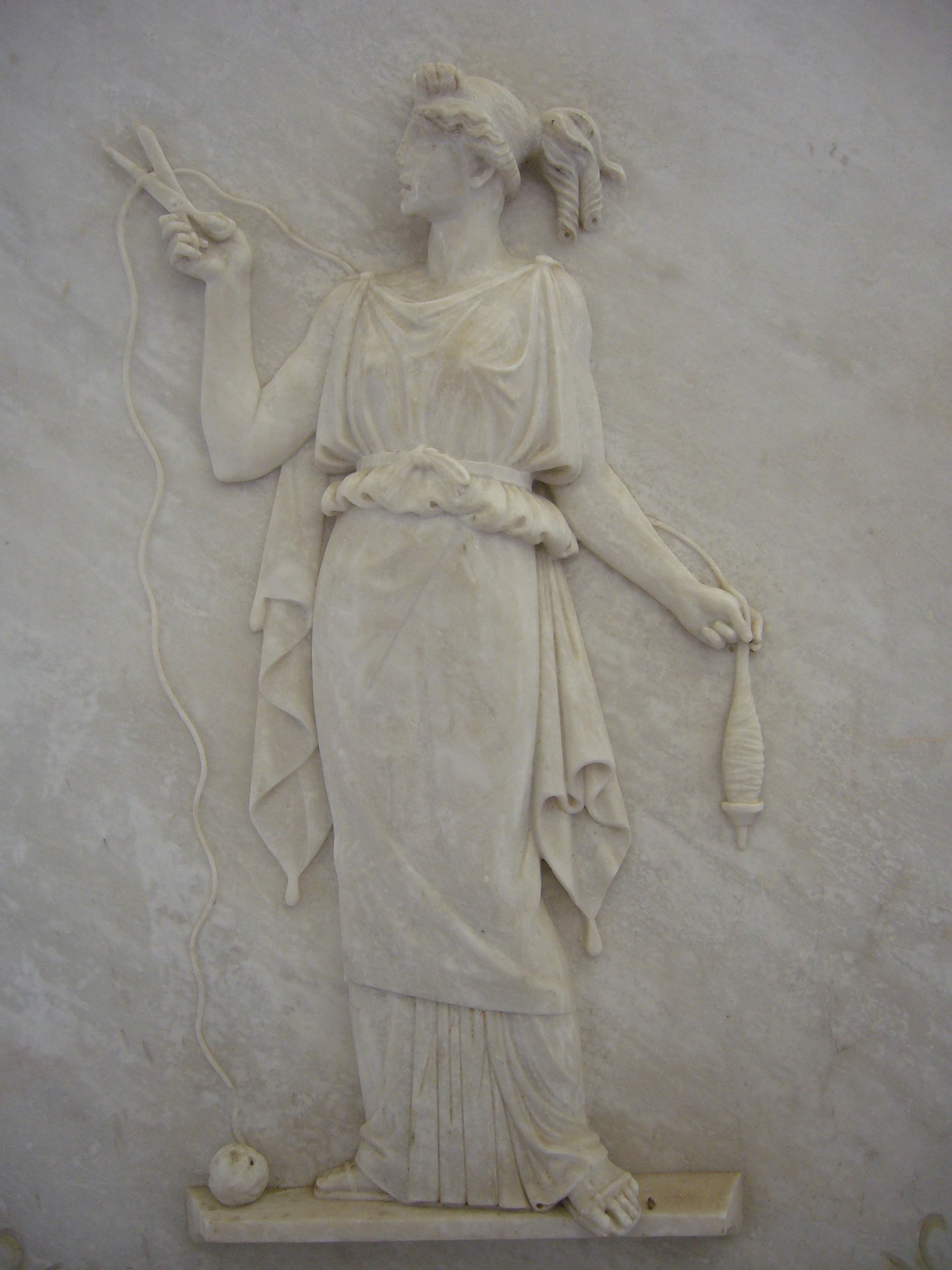
Atropos med en sax i handen, med vilken hon klipper av "livets tråd".

Atropos, ”den oavvändbara”,  var i grekisk mytologi en av de tre ödesgudinnorna moirerna; de andra två var Klotho och Lachesis. I den grekiska konsten associerades vanligen moirerna med karakteristiska attribut, där Atropos attribut var jordglob, ödeslista, slöja och sax. Atropos uppgift var att med sin sax och svarta slöja fastlägga döden genom att klippa av livstråden.

## Användningar av namnet
- Fjärilsarten dödskallesvärmare (Acherontia atropos) i familjen svärmare.[3]
- Potatisväxten belladonna (Atropa bella-donna), varur bland annat giftet atropin kan utvinnas.[4]
- Giftormen Bitis atropos som är lättretlig och snabbt väser samt hugger mot irritationskällan. Dess bett innehåller ett neurotoxin som påverkar synnerverna och kan ge upphov till temporär blindhet från fyra till fem dagar upp till cirka tre veckor i allvarliga fall. Ormen lever i Sydafrika och Zimbabwe.[5]
- Den tropiska havsfisken Atropus atropos som lever i grunt vatten längs kusterna från Sydafrika i väster till Japan i öster. Det är en snabbsimmande rovfisk.[6]

Att observera är att flertalet av ovanstående exempel i indirekt form har med döden att göra, vilket passar väl ihop med Atropos uppdrag. Dödskallesvärmaren har fått sitt namn av en dödskalleliknande märke på kroppen, ormens bett innehåller nervgift och växten belladonna innehåller flera olika gifter. Den enda som avviker från de övriga är Atropus atropos, som enbart är en rovfisk utan särskilda giftiga attribut.

## Jämför med
- Nornorna i nordisk mytologi.
- Parcerna i romersk mytologi.
- Hämndgudinnorna i grekisk mytologi, erinyer.